# Praia de Vieira
Praia de Vieira (auch Praia da Vieira) ist ein Ort in der portugiesischen Gemeinde (Freguesia) von Vieira de Leiria, im Kreis Marinha Grande.

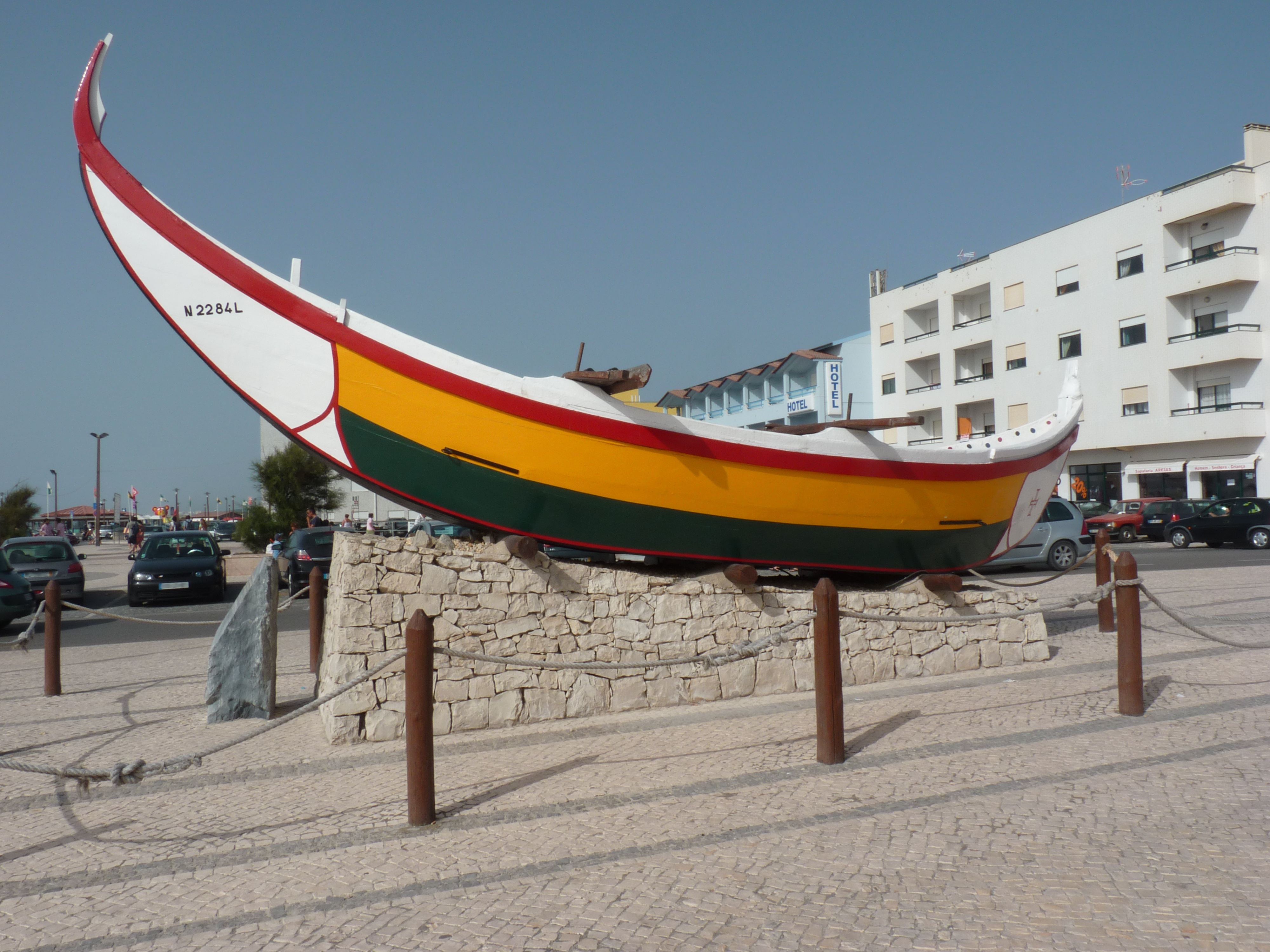
Das Fischfang-Denkmal

## Kultur und Sehenswürdigkeiten
Der Ort ist für seinen Sandstrand bekannt. Der Fluss Lis mündet an dessen nördlichem Abschnitt, Vogelbeobachtung ist hier möglich.
Der Fischfang hatte traditionell große Bedeutung für den Ort, wird heute jedoch nur noch im Nebenerwerb betrieben. Ein 1992 errichtetes Denkmal im Ort erinnert an die Geschichte der Fischerei und deren Bedeutung für Praia de Vieira. Am Strand stehen zudem Nachbildungen der traditionellen, bunt gestreiften Holzhäuser.
Die mit schwarzem Holz ausgekleidete Ortskirche Igreja da Praia de Vieira steht unter Denkmalschutz.

## Wirtschaft
Neben Einzelhandel und Banken sind Betriebe des Hotelgewerbes und der Gastronomie am Ort vertreten, ebenso ein Erlebnisbad (Parque Aquático). 